# Kuusankoski

Ehemaliges Wappen von Kuusankoski

Kuusankoski [ˈkuːsɑŋˌkɔski] ist eine ehemals selbstständige Stadt im Südosten Finnlands und heute ein Stadtteil von Kouvola. Sie liegt in der Landschaft Kymenlaakso ca. 140 km nordöstlich von Helsinki am Fluss Kymijoki. 2009 wurde Kuusankoski zusammen mit Anjalankoski, Valkeala, Jaala und Elimäki in die Stadt Kouvola eingemeindet. Kuusankoski ist ein Industrieort und ein bedeutendes Zentrum der Papierindustrie. Der größte Arbeitgeber ist der Konzern UPM-Kymmene. Allerdings wurde eine der Papierfabriken (Voikkaa) 2005 geschlossen. Die Stadt Kuusankoski hatte zuletzt eine Fläche von 128,53 Quadratkilometern und 19.739 Einwohner (2008).

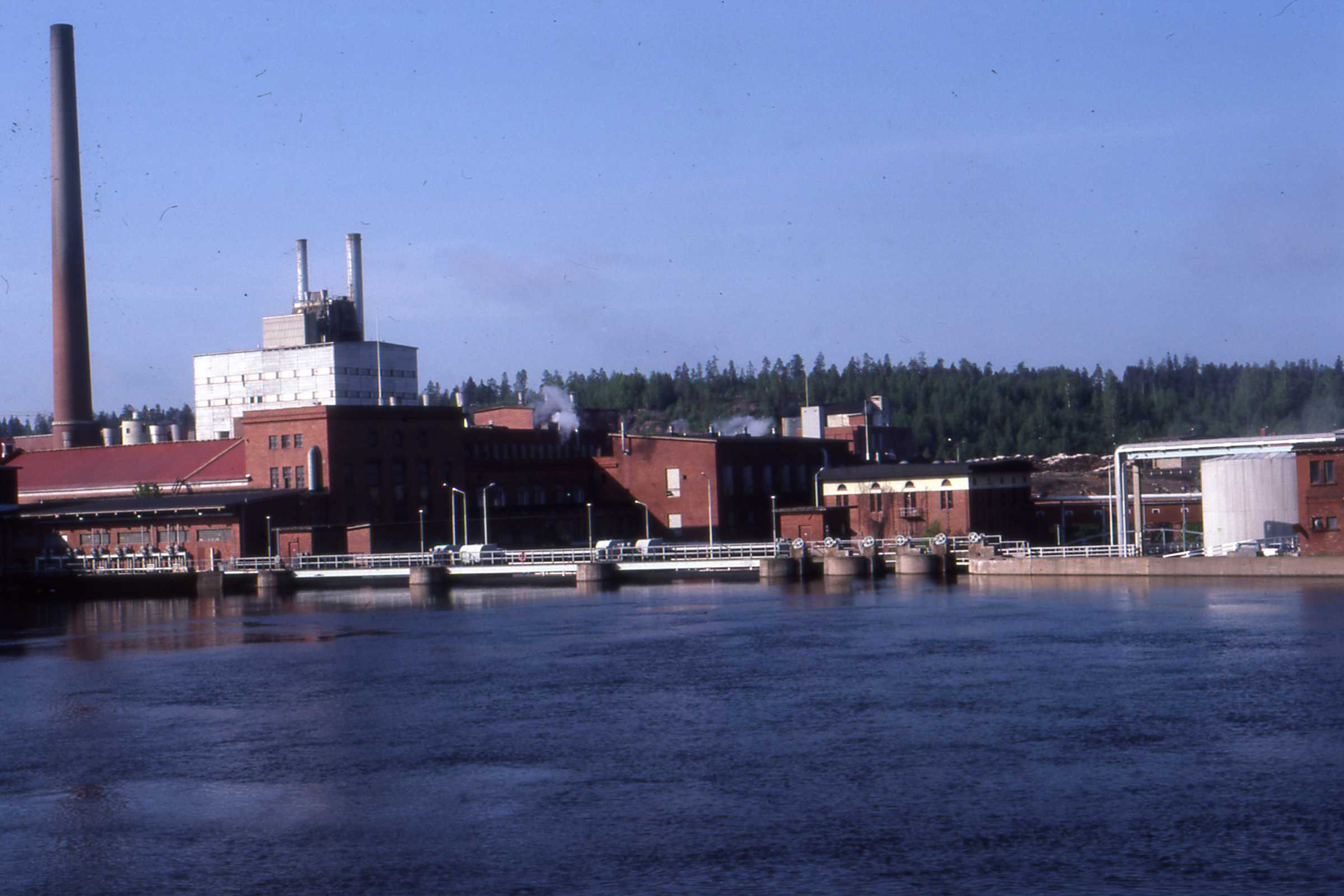
Papierfabrik in Kuusankoski (1987)

Bis in die 1920er Jahre gehörte das Gebiet von Kuusankoski zu den Gemeinden Iitti und Valkeala. Die Grenze zwischen den beiden Gemeinden bildete der Kymijoki, der von 1743 bis 1809 auch die Grenze zwischen Schweden und Russland darstellte. Im Zuge der Industrialisierung entstanden im ausgehenden 19. Jahrhundert an den Stromschnellen des Kemijoki bei Kuusankoski mehrere Papierfabriken. Aus der 1872 in Kuusankoski gegründeten Aktiengesellschaft Kymin osakeyhtiö ging der Kymmene-Konzern hervor, der 1996 im UPM-Kymmene-Konzern aufging. Durch den industriellen Aufschwung entstanden im zuvor nur spärlich besiedelten Kuusankoski die drei Siedlungen Kuusaa, Kymintehdas und Voikkaa. 1921 wurde aus diesen Gebieten die eigenständige Gemeinde Kuusankoski gebildet. 1957 wurde Kuusankoski zu einem Marktflecken (kauppala), 1973 erhielt der Ort schließlich das Stadtrecht.
Zu den Sehenswürdigkeiten von Kuusankoski gehören das Rathaus, die 1929 erbaute Kirche und das Museumsgelände von Kettumaki in der Nähe des Stadtzentrums.
Kuusankoski ist eine der sozialdemokratischen Hochburgen Finnlands. So erhielt die Sozialdemokratische Partei in verschiedenen Wahlen mehr als 50 bis 60 Prozent der Wählerstimmen. Partnerstadt von Kuusankoski war bis 2008 Mülheim an der Ruhr in Deutschland. Diese Gemeindepartnerschaft wurde 2009 mit den Worten Freundschaften kann man nicht kündigen vom Rat der Stadt Kouvola fortgeführt.

## Söhne und Töchter der Stadt
- Erkki Kataja (1924–1969), Leichtathlet
- Aulis Kallakorpi (1929–2005), Skispringer
- Esa Pethman (1938–2025), Jazzmusiker
- Seppo Hannula (* 1946), Skispringer
- Rauno Bies (* 1961), Sportschütze
- Jari Lindström (* 1965), Politiker
- Jukka Heinikainen (* 1972), Bahn- und Straßenradrennfahrer